# Manguste (gen)
Mangustele sau ihneumonii (genul Herpestes) sunt mamifere carnivore din familia herpestidelor (Herpestidae) răspândite în  sudul Asiei, Africa și sudul Europei (Spania), cu corpul alungit, suplu, grațios, bot ascuțit, labe scurte, coadă lungă și stufoasă. Mangustele omoară cobre și alte specii de șerpi veninoși mari și sunt imune față de veninul acestora. În sudul Asiei au fost ținute pe lângă casă pentru combaterea șoarecilor și șerpilor veninoși, dovedindu-se însă și un dușman al păsărilor domestice.

## Descrierea
Mangustele au dimensiuni mici și mijlocii. Lungimea corpului (cap + trunchi) este de 23-64 cm; lungime cozii - 23-58 cm; înălțimea la greabăn - 19-21 cm. Au o greutate de 0,5-4 kg. Longevitatea este 7-12,5 ani.
Au o siluetă grațioasă. Corpul este alungit, membrele scurte cu câte cinci degete la picioare. Coada lunga, acoperită cu par mai lung decât cel de pe corp.
Capul este relativ mic, lărgit în regiunea neurocraniului, cu un bot scurt, ascuțit, care treptat se îngustează spre nas. Ochii și urechile mici.
Tălpile sunt de obicei fără peri. Ghearele de pe membrele anterioare sunt ascuțite și curbate.
În regiunea anală au glande anale mici ce produc secreții urât mirositoare, respingătoare. Unele specii pot împroșca cu precizie secrețiile direct în ochii dușmanului, așa cum fac sconcșii.
Posedă 2 sau 3 perechi de mamelele.
Formula dentară: 3•1•3-4•2/3•1•3-4•2= 36-40

## Blana
Blana diferă după specie și este de obicei moale, cu peri scurți și moi, la unele specii cu peri lungi și aspri.
Culoarea blănii este și ea variabilă după specie și după zonele în care indivizii lor trăiesc: unele specii au o blană cenușiu-verzuie, altele cafeniu-gălbuie sau cenușiu-cafenie pe spate și laturile corpului. Unele specii au spatele acoperit cu pete fin spicate de culoare albă sau cafeniu-gălbuie, deoarece perii au pe lungimea lor mai multe benzi de culori. 
Abdomenul este de obicei mai deschis la culoare decât spatele și laturile corpului și poate fi alb; unele specii sunt chiar albe pe abdomen. 

## Cariotipul
Au un polimorfism cromozomial caracteristic, masculii având cu un cromozom mai puțin decât femele. Cariotipul (numărul diploid de cromozomi) la femelele mangustei egiptene (Herpestes ichneumon) - 44,  la masculi - 43; la femelele mangustei indiene comune (Herpestes edwardsi), mangustei indiene mici (Herpestes javanicus auropunctatus), mangustei cu coadă scurtă (Herpestes brachyurus), mangustei indiene brune (Herpestes fuscus) și mangustei crabivore (Herpestes urva) – 36, la masculi - 35.

## Răspândirea
Genul este reprezentat prin 10 specii răspândite în Africa, sudul Europei (Spania), Peninsula Arabică, Asia Mică, Iran, Afganistan, India, pe insula Sri Lanka, în Nepal, Birmania, sudul Chinei, pe insulele Taiwan și Hainan, peninsula Indochina și Malacca, insulele învecinate Sumatra, Java, Kalimantan. Mangustele au fost aclimatizate în Indiile de Vest, pe insulele Hawaii, Fiji.

## Habitatul
Mangustele trăiesc în diverse habitate, atât în păduri dese din zone deluroase, prin pajiști ierboase, cât și prin locuri deschise, nisipoase, până în deșerturi.

## Comportamentul
Nu au o periodicitate în activitatea lor de 24 ore, fiind active atât ziua, cât și noaptea. În căutarea hranei parcurg distanțe mari. De obicei, sunt solitare, dar uneori se pot aduna în grupuri mici de până la 4-12 indivizi. 
Mangustele își fac culcușurile în scorburi, prin peșteri sau în pământ. Dimineața caută locuri însorite.

## Hrana
Mangustele sunt animale prădătoare carnivore; hrana lor constă din mamifere mici (șoareci, șobolani etc.), păsări, reptile, inclusiv șerpi veninoși, amfibieni (broaște), pești, crustacee (raci) și insecte. Unele specii consumă fructe, semințe, ierburi și alte părți ale plantelor.
Mangustele omoară cobre și alte specii de șerpi veninoși mari și sunt imune față de veninul acestora. Ele evită mușcăturile șerpilor datorită reacțiilor și mișcărilor foarte rapide. În fața unui șarpe mangusta face inițial un fel de dans, până când acesta obosește urmărind-o și abia atunci sare și-l prinde de după cap.

## Reproducerea
Reproducerea nu are un caracter sezonier și are loc cel puțin pentru unele specii tot timpul anului.
Durata gestației este de aproximativ 60 zile. Numărul de pui la o naștere este de 2-4. 

## Importanța
Mangustele au fost introduse în insulele din zona Antilelor și în Hawaii pentru combaterea șerpilor, șobolanilor și a șoarecilor. Însă mangustele s-au înmulțit în scurt timp excesiv și au devenit dăunătoare: ele mâncau pe lângă animalele dăunătoare un număr mare de mamifere endemice mici (ca ex. solenodonul din Insulele Antile) și păsări folositoare, în zonele în care nu aveau dușmani naturali. Din această cauză, în prezent, într-o serie de țări este strict interzis importul sau creșterea de manguste. 
Mangustele se domesticesc ușor. Fiind prietenoase și plăcute la înfățișare, băștinașii care locuiau în arealul lor natural au încercat să le țină pe lângă casele lor, pentru a-i păzi de neplăcerile produse de șerpii veninoși,  șobolani și șoareci. Însă mangustele nu au renunțat la obiceiul lor de a prinde și omorî păsările domestice, ceea ce i-a determinat pe stăpânii lor să le îndepărteze.

## Sistematica
Genul este reprezentat prin 10 specii:
| Image | Name                                                                                                  | Distribution and IUCN Red List status |
| ----- | --- | ------------------------------------- |
|       | Herpestes ichneumon – Mangusta egipteană, Ihneumon (Linnaeus, 1758)                                   | LC                                    |
|       | Herpestes edwardsi – Mangustă indiană comună, Mangusta indiană cenușie (Geoffroy Saint-Hilaire, 1818) | LC                                    |
|       | Herpestes javanicus – Mangusta javaneză, Mangusta de Java (Geoffroy Saint-Hilaire, 1818)              | LC                                    |
|       | Herpestes vitticollis – Mangusta cu gât dungat Bennett, 1835                                          | LC                                    |
|       | Herpestes urva – Mangusta crabivoră, Mangusta crabilor (Hodgson, 1836)                                | LC                                    |
|       | Herpestes smithii – Mangusta lui Smith Gray, 1837                                                     | LC                                    |
|       | Herpestes brachyurus – Mangusta cu coadă scurtăGray, 1837                                             | NT                                    |
|       | Herpestes fuscus – Mangusta indiană brună Waterhouse, 1838                                            | LC                                    |
|       | Herpestes semitorquatus – Mangusta cu colier Gray, 1846                                               | NT                                    |
|       | Herpestes naso – Mangusta cu nasul lung de Winton, 1901                                               | LC                                    |